# Paraheraldik
Unter Paraheraldik versteht der Heraldiker die Darstellung von Symbolen, die den Anschein eines heraldischen Wappens erwecken. Verbreitet ist diese Nachahmung in der Werbe- und Produktindustrie. Auch verwenden Schulen, Vereine, das Militär und sonstige Institutionen bisweilen leicht veränderte Wappen, um sie für eigene oder geschäftliche Ziele zu nutzen. Hierbei werden kleine Abweichungen in Farbe oder Details getätigt, um gesetzliche Bestimmungen kostengünstig zu umgehen. Viele Bundesländer und Kommunen haben daher zu diesem Zweck ihr Originalwappen, einschließlich Fahne, als stilisiertes Wappenzeichen für die Nutzung durch jedermann freigegeben und deren Gebrauch geregelt. Beispiel ist das Landeslogo in Bayern.